# Emegelji Coronae
Emegelji Coronae est une corona, formation géologique en forme de couronne, située sur la planète Vénus par -21,5° S et 213,5° E. Elle est localisée dans le quadrangle de Taussig. Elle a été nommée en référence à Emegeljie, déesse mongole de garde d'enfants. 

## Géographie et géologie
Emegelji Coronae couvre une surface circulaire d'environ 225 km de diamètre. 